# 周光夏
周光夏（？—17世紀），字士六，號敏山，河南開封府杞縣人，明朝、南明政治人物。

## 生平
周光夏是萬曆四十六年（1618年）戊午科舉人，天啟五年（1625年）成進士，獲授工部主事，抽分龍江，有盈餘數萬。他從郎中外任寧國知府，吏員都不敢欺騙他，又多獎拔文人和士大夫；再調官淮安，不順從高傑與劉澤清。北京陷落，他與路振飛中軍趙彪、張雲沖、徐人杰、傅文亮、王啟、周逢豫共同守城。武愫南下，周光夏命令徐州指揮王文明假裝投降，與徐標中軍卓聖、劉秉忠，同知鄭之俊，諸生吳汝珠、王太生擒獲武愫；遷任江西副使，負責督兵籌糧，來往福建廣東。隆武帝繼位，讓周光夏擔任太僕卿，管理尚寶司；明年（1645年）就以僉都御史巡撫江西。
永曆帝即位，周光夏參與擁戴，歷任工部右侍郎、左副都御史、左都御史，為官清廉，與嚴起恒、晏清友善。不久童琳彈劾他「越資序，題差用，私亂臺規，非法」，唯永曆帝反而杖打童琳，他就晉升為工部尚書，但永曆二年就遭罷去此職務。肇慶再次失陷，里人江禹緒得清朝任作招撫，帶兵在平南江與周光夏相遇。他情緒激昂地數落江禹緒，禹緒最初還在得意忘形，聽到他的訓話就垂頭喪氣，不敢回答。很快他兵敗，不願投降，於是奮身戰鬥，中彈而死。南明朝廷得知，追贈太子太保，諡忠烈。他能力出眾，有義氣，隨從志氣精銳，死後人們都為他惋惜。

## 家族
父周九臯，號翀鸣，万历十一年癸未进士，官真定府推官。兄周光爕，號和则，万历三十五年丁未进士。